# Zwemmen op de Olympische Zomerspelen 2012 – 200 meter vrije slag mannen
De 200 meter vrije slag mannen op de Olympische Zomerspelen 2012 in Londen vond plaats op 29 juli, series en halve finales, en 30 juli 2012, finale. Omdat het zwembad waarin de wedstrijd gehouden werd 50 meter lang is, bestond de race uit vier baantjes. Na afloop van de series kwalificeerden de zestien snelste zwemmers zich voor de halve finales, de snelste acht uit de halve finales gingen door naar de finale. Regerend olympisch kampioen was Michael Phelps uit de Verenigde Staten.

## Records
Voorafgaand aan het toernooi waren dit het wereldrecord en het kampioenschapsrecord.
| Wereldrecord     | Paul Biedermann | 1.42,00 | Rome   | 28 juli 2009     |
| Olympisch record | Michael Phelps  | 1.42,96 | Peking | 12 augustus 2008 |

## Uitslagen

### Series
| Rang | Serie | Baan | Naam                     | Land                   | Tijd    | Bijz. |
| ---- | ----- | ---- | ------------------------ | ---------------------- | ------- | ----- |
| 1    | 5     | 5    | Sun Yang                 | China                  | 1.46,24 | Q     |
| 2    | 5     | 4    | Ryan Lochte              | Verenigde Staten       | 1.46,45 | Q     |
| 3    | 6     | 4    | Yannick Agnel            | Frankrijk              | 1.46,60 | Q     |
| 4    | 4     | 5    | Danila Izotov            | Rusland                | 1.46,61 | Q     |
| 5    | 6     | 5    | Park Tae-Hwan            | Zuid-Korea             | 1.46,79 | Q     |
| 6    | 4     | 2    | Robbie Renwick           | Groot-Brittannië       | 1.46,86 | Q     |
| 7    | 6     | 2    | Kenrick Monk             | Australië              | 1.46,94 | Q     |
| 8    | 5     | 3    | Ricky Berens             | Verenigde Staten       | 1.47,07 | Q     |
| 9    | 5     | 7    | Dominik Kozma            | Hongarije              | 1.47,18 | Q     |
| 10   | 4     | 4    | Paul Biedermann          | Duitsland              | 1.47,27 | Q     |
| 11   | 6     | 3    | Sebastiaan Verschuren    | Nederland              | 1.47,31 | Q     |
| 12   | 4     | 3    | Grégory Mallet           | Frankrijk              | 1.47,39 | Q     |
| 13   | 6     | 6    | Thomas Fraser-Holmes     | Australië              | 1.47,50 | Q     |
| 14   | 5     | 2    | Brett Fraser             | Kaaimaneilanden        | 1.47,74 | Q     |
| 15   | 6     | 7    | Artem Loboezov           | Rusland                | 1.47,91 | Q     |
| 16   | 4     | 6    | Dominik Meichtry         | Zwitserland            | 1.47,97 | Q     |
| 17   | 3     | 3    | Blake Worsley            | Canada                 | 1.48,14 |       |
| 18   | 6     | 1    | Matthew Stanley          | Nieuw-Zeeland          | 1.48,19 |       |
| 19   | 4     | 1    | Ieuan Lloyd              | Groot-Brittannië       | 1.48,52 |       |
| 20   | 6     | 8    | Shaune Fraser            | Kaaimaneilanden        | 1.48,53 |       |
| 21   | 3     | 4    | Nimrod Shapira Bar-Or    | Israël                 | 1.48,60 |       |
| 22   | 3     | 5    | Cristian Quintero Valero | Venezuela              | 1.48,71 |       |
| 23   | 5     | 6    | Li Yunqi                 | China                  | 1.48,72 |       |
| 24   | 4     | 7    | Clemens Rapp             | Duitsland              | 1.48,75 |       |
| 25   | 3     | 7    | Glenn Surgeloose         | België                 | 1.48,77 |       |
| 26   | 5     | 8    | Benjamin Hockin          | Paraguay               | 1.48,91 |       |
| 27   | 3     | 2    | David Brandl             | Oostenrijk             | 1.49,00 |       |
| 27   | 5     | 1    | Dion Dreesens            | Nederland              | 1.49,00 |       |
| 29   | 4     | 8    | Marco Belotti            | Italië                 | 1.49,14 |       |
| 30   | 3     | 6    | Ahmed Mathlouthi         | Tunesië                | 1.49,68 |       |
| 31   | 2     | 5    | Matias Koski             | Finland                | 1.49,84 |       |
| 32   | 2     | 4    | Radovan Siljevski        | Servië                 | 1.51,40 |       |
| 33   | 2     | 2    | Mario Montoya            | Costa Rica             | 1.51,66 |       |
| 34   | 2     | 3    | Sebastian Jahnsen Madico | Peru                   | 1.52,36 |       |
| 35   | 3     | 8    | Tiago Venancio           | Portugal               | 1.52,36 |       |
| 36   | 2     | 6    | Jessie Lacuna            | Filipijnen             | 1.52,91 |       |
| 37   | 1     | 4    | Nicholas Schwab          | Dominicaanse Republiek | 1.53,41 |       |
| 38   | 2     | 7    | Raul Martinez Colomer    | Puerto Rico            | 1.54,23 |       |
| 39   | 1     | 5    | Gilles Marquet           | Mauritius              | 1.58,91 |       |
| 40   | 1     | 3    | Anderson Lim             | Brunei                 | 2.02,26 |       |
|      | 3     | 1    | Mads Glaesner            | Denemarken             | DNS     |       |

### Halve finales
| Rang | Naam                  | Land             | Tijd    | Serie | Baan | Bijz. |
| ---- | --------------------- | ---------------- | ------- | ----- | ---- | ----- |
| 1    | Sun Yang              | China            | 1.45,61 | 2     | 4    | Q     |
| 2    | Yannick Agnel         | Frankrijk        | 1.45,84 | 2     | 5    | Q     |
| 3    | Park Tae-Hwan         | Zuid-Korea       | 1.46,02 | 2     | 3    | Q     |
| 4    | Paul Biedermann       | Duitsland        | 1.46,10 | 1     | 2    | Q     |
| 5    | Ryan Lochte           | Verenigde Staten | 1.46,31 | 1     | 4    | Q     |
| 6    | Danila Izotov         | Rusland          | 1.46,65 | 1     | 5    | Q     |
| 6    | Robert Renwick        | Groot-Brittannië | 1.46,65 | 1     | 3    | Q     |
| 8    | Thomas Fraser-Holmes  | Australië        | 1.46,80 | 2     | 1    | Q     |
| 9    | Ricky Berens          | Verenigde Staten | 1.46,87 | 1     | 6    |       |
| 10   | Dominik Kozma         | Hongarije        | 1.46,93 | 2     | 2    |       |
| 11   | Sebastiaan Verschuren | Nederland        | 1.46,95 | 2     | 7    |       |
| 12   | Brett Fraser          | Kaaimaneilanden  | 1.47,01 | 1     | 1    |       |
| 13   | Kenrick Monk          | Australië        | 1.47,38 | 2     | 6    |       |
| 14   | Grégory Mallet        | Frankrijk        | 1.47,56 | 1     | 7    |       |
| 15   | Dominik Meichtry      | Zwitserland      | 1.48,25 | 1     | 8    |       |
| 16   | Artem Loboezov        | Rusland          | 1.48,26 | 2     | 8    |       |

### Finale
| Rang   | Naam                 | Land             | Tijd    | Baan | Bijz. |
| ------ | -------------------- | ---------------- | ------- | ---- | ----- |
| Goud   | Yannick Agnel        | Frankrijk        | 1.43,14 | 5    |       |
| Zilver | Sun Yang             | China            | 1.44,93 | 4    |       |
| Zilver | Park Tae-Hwan        | Zuid-Korea       | 1.44,93 | 3    |       |
| 4      | Ryan Lochte          | Verenigde Staten | 1.45,04 | 2    |       |
| 5      | Paul Biedermann      | Duitsland        | 1.45,53 | 6    |       |
| 6      | Robert Renwick       | Groot-Brittannië | 1.46,53 | 1    |       |
| 7      | Thomas Fraser-Holmes | Australië        | 1.46,93 | 8    |       |
| 8      | Danila Izotov        | Rusland          | 1.47,75 | 7    |       |